# Horomamae/Owen Island
Horomamae/Owen Island ist eine kleine Insel im Süden von Stewart Island und Teil Neuseelands.

## Geographie
Die Insel befindet sich an der Ostseite von Stewart Island und südöstlich des Ausgangs des Fjords, in den der Lords River/Tūtaekawetoweto mündet. Zwischen der Küste von Stewart Island und Horomamae/Owen Island liegen 540 m, doch bis zu den vorgelagerten kleinen Inseln und Felseninseln lediglich 200 m.
Die Insel hat bei einer maximalen Höhe von 29 m eine Länge von 1080 m in Nordwest-Südost-Richtung und eine maximale Breite von 550 m in Südwest-Nordost-Richtung. Am nordwestlichen Ende der Insel befinden sich sechs kleine Inseln und ein paar Felseninseln, die das Meer bereits von Horomamae/Owen Island abgetrennt hat. Die Fläche der Insel umfasst rund 34,2 Hektar.

## Schutzgebiet
Die bewaldete Insel befindet sich im Besitz der Māori und zählt zum Schutzgebiet des Mātaitai Reserve.